# Пиньята

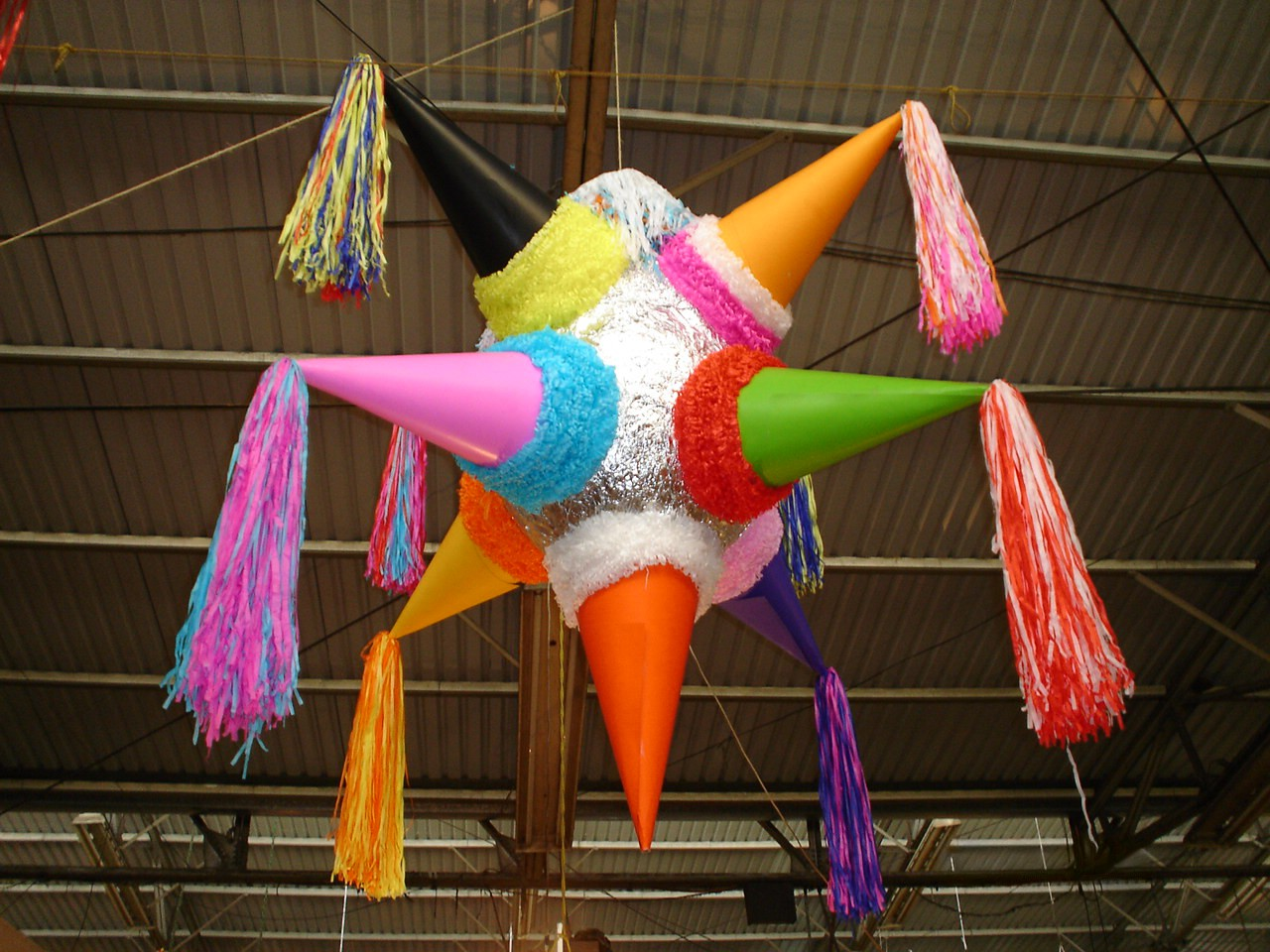
Пиньята в виде девятиконечной звезды

Пинья́та (исп. Piñata) — латиноамериканская по происхождению полая внутри игрушка довольно крупных размеров, изготовляемая из папье-маше или лёгкой обёрточной бумаги и плёнки с орнаментом и украшениями. Своей формой пиньяты воспроизводят фигуры животных (обычно лошадей) или геометрические фигуры и наполняются различными угощениями или сюрпризами для детей (конфеты, хлопушки, игрушки, конфетти, орехи и т. п.).

## История
Предположительно, прообразом пиньяты послужили китайские фонарики и фигуры танцующих драконов, с которыми в конце средневековья познакомились европейцы (в первую очередь итальянцы и испанцы). Именно испанцы перенесли традицию пиньяты в Латинскую Америку, где яркая и красочная пиньята органично вписалась в колорит мексиканской жизни. В начале XXI века пиньяты получили распространение практически во всех странах мира. Изготовлением пиньят увлекаются и некоторые художники-оформители в России и странах СНГ. Для изготовления настоящей ручной пиньяты обычно требуется от 7 до 14 дней.
Сами мексиканцы готовят пиньяты практически к любому празднику (так называемой фиесте), украшая их лентами и раскрашивая в яркие цвета (жёлтый, оранжевый, красный, голубой и другие). Игра с пиньятой чем-то напоминает детскую забаву, распространённую в России, когда дети с завязанными глазами и ножницами в руках пытаются срезать подвешенные в ряд конфеты на верёвочках. Пиньяту также подвешивают (дома на крюк к потолку, также на улице или в саду на дерево), одному из детей дают в руки палку, завязывают глаза и (необязательно) раскручивают на месте (остальные дети постоянно двигаются вокруг, чтобы запутать бьющего, иногда — во избежание травм от палки — довольно далеко или присаживаются), затем он пытается отыскать и разбить пиньяту, чтобы достать конфетное содержимое. Игра обычно сопровождается музыкой и песнями, в том числе специально посвящёнными этой забаве.